# Philecia
Philecia là một chi bướm đêm thuộc họ Erebidae.